# Fresnes-Mazancourt
Fresnes-Mazancourt é uma comuna francesa na região administrativa de Altos da França, no departamento de Somme. Estende-se por uma área de 5,7 km². Em 2010 a comuna tinha 146 habitantes (densidade: 25,6 hab./km²).